# Ma Čao-sü
Ma Čao-sü, čínsky pchin-jinem Mǎ Zhāoxù, znaky zjednodušené 马朝旭, tradiční 馬朝旭 (* 1. září 1963 Charbin) je čínský diplomat, který od 15. července 2019 zastává funkci náměstka ministra zahraničí. Předtím, od ledna 2018 do července 2019, působil jako stálý zástupce Číny při OSN v New Yorku.
V minulosti působil jako velvyslanec Číny v Austrálii, mluvčí Ministerstva zahraničí Číny a generální ředitel jeho informačního oddělení.

## Životopis
Narodil se 1. září 1963 v Charbinu v provincii Chej-lung-ťiang. Vystudoval mezinárodní vztahy na Pekingské univerzitě. V roce 1986 se zúčastnil první soutěže asijských vysokoškolských studentů v debatování pořádané Singapore Broadcasting Corporation a získal ocenění „nejlepší debatér“, čímž se stal známým pro tehdejší vysokoškolské studenty v Číně.
Na ministerstvo zahraničí nastoupil v roce 1987 a působil na různých odděleních a velvyslanectvích, mimo jiné v letech 2001–2002 jako rada na velvyslanectví Číny v Belgii. V lednu 2009 nahradil Lioua Ťien-čchaa ve funkci generálního ředitele informačního oddělení a zároveň hlavního mluvčího ministerstva.
Dne 6. dubna 2016 byl jmenován stálým zástupcem Číny při Úřadu OSN v Ženevě a dalších mezinárodních organizacích.
V roce 2018 Lioua Ťie-iho ve funkci stálého zástupce Číny při OSN v New Yorku.
Dne 15. července 2019 byl jmenován náměstkem ministra zahraničí. Jako náměstek ministra je zodpovědný za řízení mezinárodních organizací a konferencí, mezinárodní ekonomiku a záležitosti kontroly zbrojení.